# 巴謝吉山脈
巴謝吉山脈（俄语：Басеги），是俄羅斯的山脈，位於該國中西部彼爾姆邊疆區，長32公里、寬5公里，最高點海拔高度994米，北坡有烏西瓦河，南坡有維利瓦河。